# 185
Năm 185 là một năm trong lịch Julius. 